# アウグスト・イェーガー
アウグスト・ヨハネス・イェーガー（August Johannes Jaeger, 1860年 - 1909年）は、ドイツ生まれのイギリスの音楽出版者。エドワード・エルガーと親交を築いたことで知られる。

## 生涯
イェーガーはデュッセルドルフに生まれた。ロンドンの音楽出版社であるノヴェロ社（Novello & Co）に勤めていた間に、彼はエルガーと出会う。イェーガーの助言と友情はエルガーにとってかけがえのないものとなり、彼は多くの有名な音楽作品に改訂を施すことになる。そうした中には『エニグマ変奏曲』のフィナーレやオラトリオ『ゲロンティアスの夢』のクライマックスも含まれる。イェーガーはその『エニグマ変奏曲』の第9変奏「ニムロッド」の題材として取り上げられており、変奏はベートーヴェンの緩徐楽章に関する対話を思い起こさせる。ニムロッドとは『創世記』に登場する狩人のことであり、ドイツ語で狩人を意味する単語のイェーガー（Jäger）との駄洒落になっている。
イェーガーは若き黒人作曲家サミュエル・コールリッジ＝テイラーの楽曲を得意としていた。彼はエルガーに向かってコールリッジ＝テイラーは「天才」だと主張していた。
イェーガーはヨークシャーのホルムファース近郊のホンリー（Honley）、マグデイル（Magdale）のイザベラ・ドンカースリー（Isabella Donkersley）と結婚した。彼女は王立音楽大学でヘンリー・ホームズに学んだ優れたヴァイオリニストだった。彼の一家は第一次世界大戦後、姓をハンター（Hunter）へと改称している。